# Sand (Schönenberg-Kübelberg)
Sand ist ein Ortsteil der im rheinland-pfälzischen Landkreis Kusel liegenden Ortsgemeinde Schönenberg-Kübelberg. Bis 1969 war Sand eine eigenständige Gemeinde.

## Lage
Der Ort liegt in der Region Westpfalz und in der Landschaft Saar-Nahe-Bergland auf einer Anhöhe zwischen dem unteren Ohmbachtal mit dem Ohmbachstausee und dem Tal des Kohlbachs. Sand ist der östlichste der heute baulich zusammengewachsenen Ortsteile Kübelberg, Schönenberg und Sand.
Der alte Ortskern befindet sich entlang der „Miesauer Straße“ und der Abzweigung in Richtung Gries. Durch den Ort verläuft die Bundesstraße 423 sowie die Landesstraße 356.
Zum Ortsteil Sand gehören auch die Wohnplätze Hölzelhof und Hutschmühle sowie der Campingpark Ohmbachsee.

## Geschichte
Die erste urkundliche Erwähnung des Ortes erfolgte in einer Urkunde des Klosters Wörschweiler aus dem Jahr 1239.
Im Dreißigjährigen Krieg wurde das Dorf verwüstet, noch im Jahr 1656 werden keine Bewohner aus Sand aufgeführt.
Der Ort Sand gehörte bis 1779 zur Kurpfalz und war dem Amt bzw. Gericht Kübelberg zugeordnet, das bereits im 15. Jahrhundert eingerichtet worden und dem Oberamt Kaiserslautern untergeordnet war. Im Jahr 1779 kam das Gericht Kübelberg, damit auch der Ort Sand, tauschweise an das Herzogtum Pfalz-Zweibrücken und gehörte nun zum Oberamt Homburg.
Nach der Einnahme des Linken Rheinufers durch französische Revolutionstruppen (1794) war die Gemeinde Sand von 1798 bis 1814 dem Kanton Waldmohr im Saardepartement zugeordnet. Die Gemeinde Sand unterstand der Verwaltung der Mairie Schönenberg. Im Jahr 1802 hatte der Ort zusammen mit der Hutschmühle 160 Einwohner.
Aufgrund der auf dem Wiener Kongress getroffenen Vereinbarungen kam die Pfalz 1816 zum Königreich Bayern. Unter der bayerischen Verwaltung blieb die Gemeinde Sand im Kanton Waldmohr, der Teil des Landkommissariats Homburg (1862 umbenannt in Bezirksamt Homburg) im Rheinkreis war. Im Jahr 1837 hatte die Gemeinde Sand bereits 327 Einwohner, davon waren 158 Katholiken, welche nach Kübelberg eingepfarrt waren und 169 Protestanten, die zur Pfarrei Obermiesau gehörten.
Im Bayerischen Ortschaftsverzeichnis aus dem Jahr 1928 wird die Landgemeinde Sand, nun zum bayerischen Regierungsbezirk Pfalz und zum Bezirksamt Kusel gehörend, wie folgt beschrieben: Insgesamt 485 Einwohner (243 Katholiken und 242 Protestanten), 80 Wohngebäude und eine Fläche von 380 Hektar; es gab eine protestantische und eine katholische Schule im Dorf; dazu gehörte die Hutschmühle mit sieben Einwohnern.
Im Zusammenhang mit der ersten rheinland-pfälzischen Verwaltungsreform wurde zum 7. Juni 1969 die bis dahin eigenständige Gemeinde Sand mit seinerzeit 666 Einwohnern aufgelöst und aus dieser zusammen mit den ebenfalls aufgelösten Gemeinden Kübelberg, Schönenberg und Schmittweiler die heutige Ortsgemeinde Schönenberg-Kübelberg neu gebildet.
Bevölkerungsentwicklung
| Jahr | Einwohner |
| 1802 | 160       |
| 1825 | 281       |
| 1835 | 327       |
| 1871 | 309       |
| 1905 | 375       |

| Jahr | Einwohner |
| 1925 | 485       |
| 1939 | 465       |
| 1961 | 616       |
| 1989 | 666       |
| 1999 | 1.181     |

## Verkehr
Anfang der 1960er Jahre erhielt Sand einen Haltepunkt an der Glantalbahn, der rund anderthalb Kilometer östlich des Bahnhof Schönenberg-Kübelberg errichtet wurde. Ziel war es, besagte Bahnstrecke im Abschnitt Homburg-Glan-Münchweiler zu beleben. Bereits 1976 wurde der Halt wieder aufgegeben.